# Mullen (Nebraska)
Mullen – wieś w Stanach Zjednoczonych, w stanie Nebraska, siedziba administracyjna hrabstwa Hooker.